# Malcolm Butler
Malcolm Terel Butler (Vicksburg, Mississippi, 2 de março de 1990 é um jogador de futebol americano aposentado que atuava na posição de cornerback na National Football League (NFL). Ele foi draftado em 2014 pelo New England Patriots, chegando a jogar também pelo Tennessee Titans. Ele foi duas vezes campeão do Super Bowl (XLIX e LI).